# Florent Serra
Florent Lucien Serra (* 28. Februar 1981 in Bordeaux) ist ein ehemaliger französischer Tennisspieler.

## Karriere
Serra gewann im Einzel die Turniere von Bukarest (2005) und Adelaide (2006) auf der ATP Tour. Darüber hinaus verbuchte er drei Challenger- und einen Future-Titel für sich. Außerdem erreichte er 2007 zusammen mit Marc Gicquel das Endspiel beim ATP-Turnier von Gstaad. Im Dezember 2015 beendete er seine Karriere.
Seine höchsten Weltranglistenplatzierungen erreichte er im Juni 2006 mit Platz 36 im Einzel bzw. im September 2007 mit Platz 109 im Doppel.

## Erfolge
| Legende (Anzahl der Siege)                       |
| Grand Slam                                       |
| Tennis Masters Cup ATP World Tour Finals         |
| ATP Masters Series ATP World Tour Masters 1000   |
| ATP International Series Gold ATP World Tour 500 |
| ATP International Series ATP World Tour 250 (2)  |
| ATP Challenger Tour ATP Challenger Series (3)    |

| Titel nach Belag |
| Hartplatz (1)    |
| Sand (1)         |
| Rasen            |

### Einzel

#### Turniersiege

##### ATP World Tour
| Nr. | Datum              | Turnier  | Belag     | Finalgegner    | Ergebnis |
| --- | ------------------ | -------- | --------- | -------------- | -------- |
| 1.  | 18. September 2005 | Bukarest | Sand      | Igor Andrejew  | 6:3, 6:4 |
| 2.  | 8. Januar 2006     | Adelaide | Hartplatz | Xavier Malisse | 6:3, 6:4 |

##### ATP Challenger Tour
| Nr. | Datum              | Turnier      | Belag | Finalgegner     | Ergebnis |
| --- | ------------------ | ------------ | ----- | --------------- | -------- |
| 1.  | 10. April 2005     | Mexiko-Stadt | Sand  | Flávio Saretta  | 6:1, 6:4 |
| 2.  | 17. Juli 2005      | Rimini       | Sand  | Iván Navarro    | 6:3, 6:1 |
| 3.  | 21. September 2008 | Stettin      | Sand  | Albert Montañés | 6:4, 6:3 |

#### Finalteilnahmen
| Nr. | Datum          | Turnier    | Belag | Finalgegner         | Ergebnis |
| --- | -------------- | ---------- | ----- | ------------------- | -------- |
| 1.  | 12. April 2009 | Casablanca | Sand  | Juan Carlos Ferrero | 4:6, 5:7 |